# Martha Graham

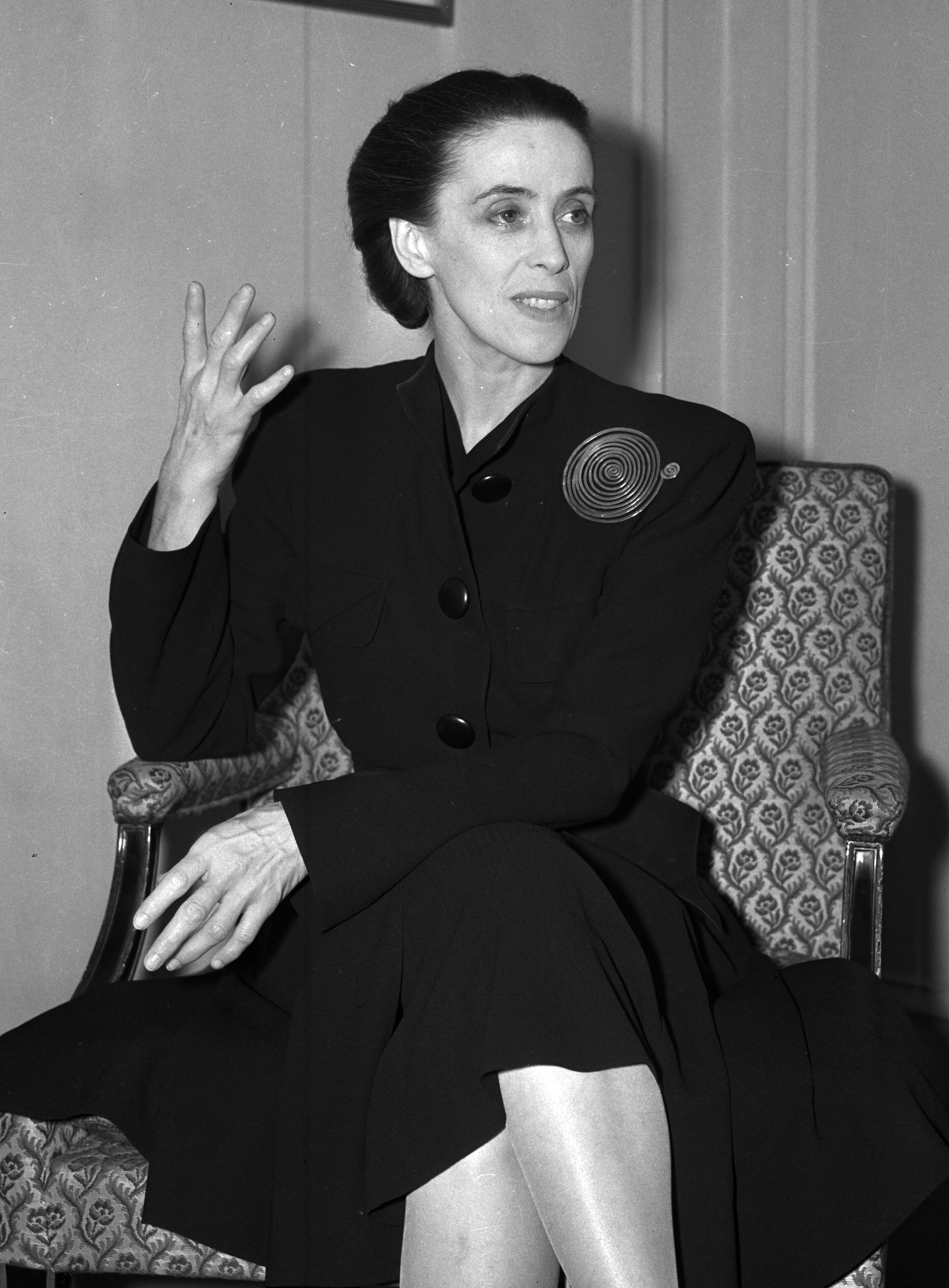
Martha Graham i Los Angeles ca 1940.

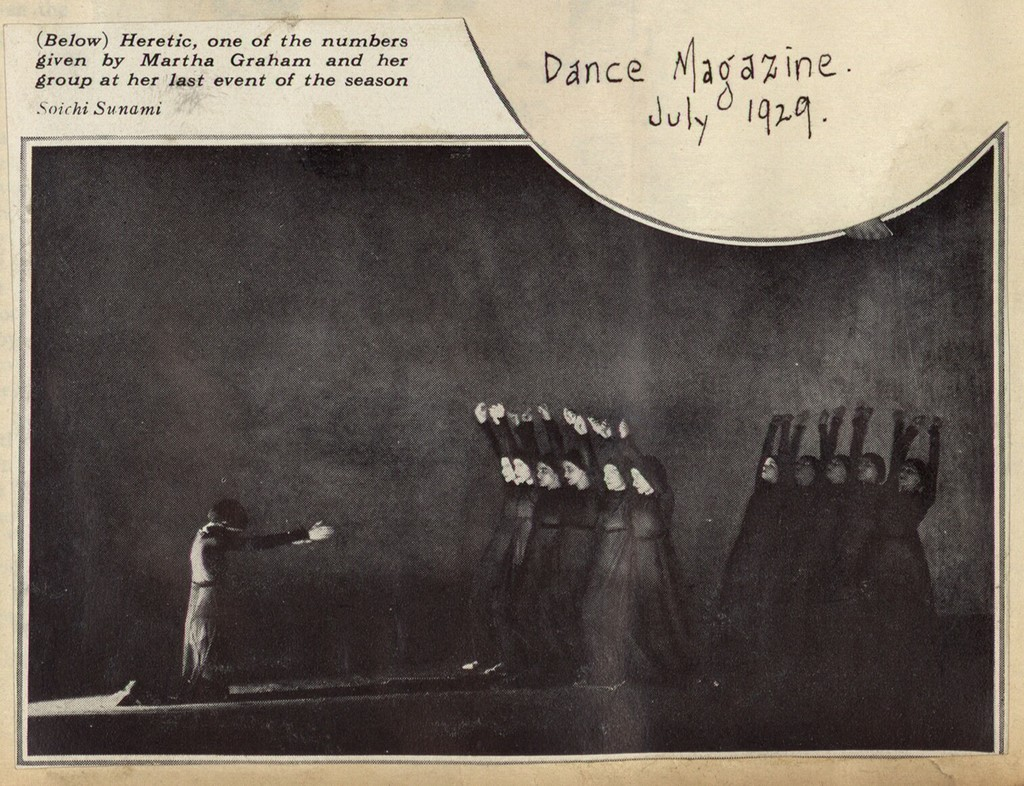
Martha Graham i Dance Magazine 1929.

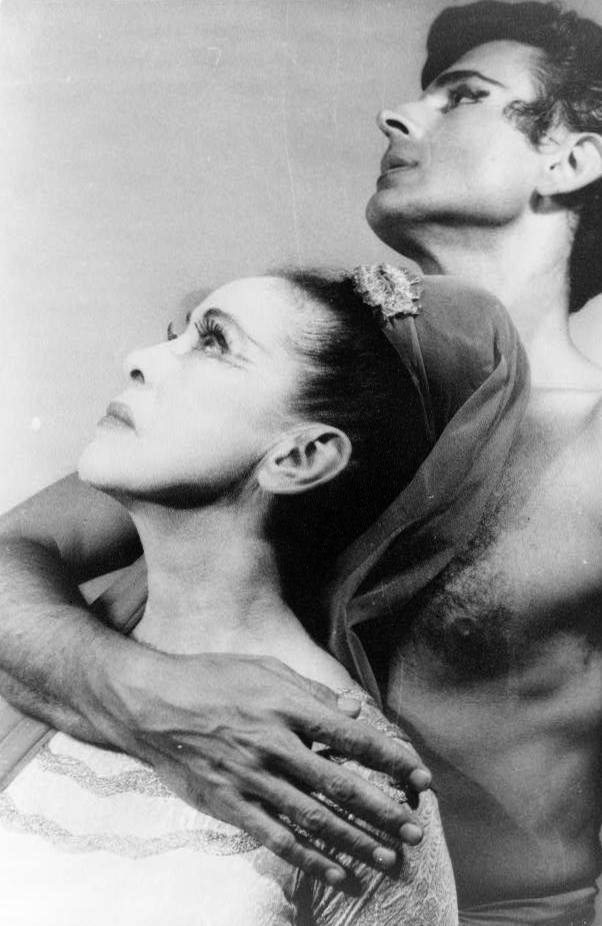
Martha Graham och Bertram Ross 1961.

Martha Graham, född 11 maj 1894 i Allegheny i Allegheny County i Pennsylvania, död 1 april 1991 i New York i New York, var en amerikansk dansare och koreograf.
Graham har haft stor betydelse för den moderna dansen. Genom sina koreografier och sin dansskola Martha Graham School of Contemporary Dance i New York har hon präglat danskonsten världen över. Graham utvecklade en egen dansteknik, som byggde på de rörelser som ingick i hennes koreografier. Danstekniken har en unik golvskola till vilken Graham inspirerades av den svenska dansaren Ronny Johansson vid hennes besök på Denishawnskolan, där hon studerade. Grahamtekniken är mycket krävande och fokuserar mest på att stärka center (bålen). Tekniken är nu en av de mest spridda teknikerna och ingår i de flesta moderna dansares träning.

## Uppväxt
Martha Graham växte upp med sin mor och far som tillhörde den andra generationen amerikanirländare i USA. Även om hennes föräldrar hade det bra ekonomiskt ställt, var inte dans något som uppmuntrades i familjen. 1906 flyttade Graham och hennes familj till Santa Barbara i Kalifornien. 1911 såg Graham Ruth St. Denis uppträda på Mason Opera House i Los Angeles vilket blev den första dansföreställning hon fick ta del av.

## Utbildning och karriär
Martha Graham började sina studier för dans och scenkonst på Denishawn School of Dancing and Related Arts. Senare kom hon att börja på den prestigefyllda Juilliard School på Manhattan, New York. 1925 blev Graham anställd på Eastman School of Music. 1926 startade hon sitt eget danskompani (Martha Graham Dance Company) och samma år debuterade hon med sin första egna föreställning bestående av 18 soloverk. En av Grahams nära vänner Betshabée de Rothschild grundade danskompaniet Batsheva Dance Company i Tel Aviv, Israel. När Rothschild grundade Batsheva 1965 blev Graham vald till kompaniets konstnärliga ledare.

## Senare år
Efter Grahams avgång och pensionering från dansandet blev hon deprimerad. Hennes hälsa blev sämre allteftersom hon försökte dränka sorgen med alkohol. Mycket av Grahams depression berodde på att hon inte kunde dansa längre. I sin bok Blood Memory skrev hon följande:
[When I stopped dancing] I had lost my will to live. I stayed home alone, ate very little, and drank too much and brooded. My face was ruined, and people say I looked odd, which I agreed with. Finally, my system just gave in. I was in the hospital for a long time, much of it in a coma.

## Martha Graham company & contemporary dance school
Martha Graham startade sitt eget danskompani (Martha Graham Dance Company) 1926. Detta gör danskompaniet till USA:s äldsta. Kända alumner inkluderar Twayla Tharp, Lila York, Paul Taylor och Merce Cunningham. Danskompaniet är baserat i New York och består av 15 anställda dansare. För närvarande har kompaniet sju praktikanter. Janet Eilber har varit kompaniets konstnärliga ledare sedan 2005. Under hennes ledning har hon fokuserat på att nå ut till en ny publik för fler ska få uppleva Grahams stora mästerverk. Graham 2 är ett danskompani bestående av yngre dansare som blivit utvalda från Martha Graham School. Dessa dansare har erhållit stipendium och får chansen att uppträda med huvudkompaniet. Målet med Graham 2 är att få in ny energi, främja nytt skapande och att föra vidare Grahams traditioner till den yngre generationen.

## Genus
Att granska fenomen eller kultur utifrån ett genusperspektiv kan ge förståelse för ojämlikheter mellan könsidentiteter i samhället. I ett samhälle (även i dansvärlden) där framförallt män fick chansen att vara inflytelse- och framgångsrika var Graham en kvinnlig gestalt som blev en av de mest framgångsrika.
Genusforskaren Yvonne Hirdman har lagt fram olika teorier som beskriver den sociala könsbildningen. Bland annat hennes formel för kön A-B=den normativa formeln menar att det finns en syn i samhället som säger att kvinnor och mäns egenskaper ska kontrasterar mot varandra. Detta kan en framförallt finna i den klassiska baletten där manliga och kvinnliga karaktärer porträtteras annorlunda. Kvinnor porträtteras i den klassiska baletten oftast som sköra, vackra och passiva, medan män porträtteras starka, förnuftiga och aktiva. I Grahams moderna dansteknik skiljer sig inte män och kvinnors rörelsemönster och i hennes verk är inte det sociala könet avgörande för dansen. På detta sätt bröt Graham normer för genus och i genussystemet.